# Timothy Phelim O’Shea
Timothy Phelim O’Shea OFMCap (ur. 30 czerwca 1902 w Clondrohid, zm. 26 maja 1979) – irlandzki duchowny rzymskokatolicki, kapucyn, misjonarz, wikariusz apostolski i biskup Livingstone.

## Biografia
29 sierpnia 1928 otrzymał święcenia prezbiteriatu i został kapłanem Zakonu Braci Mniejszych Kapucynów.
24 maja 1950 papież Pius XII mianował go wikariuszem apostolskim Livingstone oraz biskupem tytularnym hierocaesarejskim. 8 września 1950 przyjął sakrę biskupią z rąk nuncjusza apostolskiego w Irlandii abpa Ettore Feliciego. Współkonsekratorami byli biskup Raphoe William MacNeely oraz biskup pomocniczy dubliński Patrick Joseph Dunne.
W dniu 25 kwietnia 1959 papież Jan XXIII powołał pierwsze północnorodezyjskie diecezje, w tym powstałą w miejsce dotychczasowego wikariatu apostolskiego, diecezję Livingstone. Tym samym bp O’Shea został biskupem Livingstone. Jako ojciec soborowy wziął udział w soborze watykańskim II.
18 listopada 1974 zrezygnował z katedry, oddając ją pochodzącemu z Zambii bp Adrianowi Mung’andu.